# فاسكو روشا
فاسكو روشا (29 يناير 1989 ببارديس في البرتغال - ) هو لاعب كرة قدم برتغالي في مركز الوسط. لعب مع نادي باسوش دي فيريرا ونادي ديبورتيفو داس أيفيس واتحاد بريدس ‏ ونادي فييرينسي.

## روابط خارجية
- فاسكو روشا على موقع قاعدة بيانات كرة القدم.إي يو (الإنجليزية)
- فاسكو روشا على موقع Soccerway.com (الإنجليزية)